# Bò nâu Nhật Bản
Bò nâu Nhật Bản (tiếng Nhật: 褐毛和種,Akage Washu hoặc 赤牛, Aka Ushi) là một giống bò có kích thước nhỏ của Nhật Bản. Nó là một trong sáu giống bò bản địa của Nhật Bản, và một trong bốn giống Nhật Bản được biết đến trong nhóm wagyū, những giống khác là loài đen Nhật Bản, bò Poll Nhật Bản và Bò Shorthorn Nhật Bản.:420Tất cả gia súc wagyū xuất phát từ phép lai được thực hiện trong thế kỷ XX của gia súc bản địa Nhật Bản có nguồn gốc nhập khẩu, chủ yếu là từ châu Âu.:5 Trong trường hợp của người Nhật, ảnh hưởng của nước ngoài chủ yếu là từ giống Bò Hanwoo Hàn Quốc và giống bò Thụy Sĩ.
Bò nâu Nhật Bản phát triển ở miền nam Nhật Bản, ở tỉnh Kōchi trên đảo Shikoku và ở tỉnh Kumamoto trên đảo Kyushu. Ảnh hưởng chính của nước ngoài đối với giống bò này là từ giống Bò Devon Anh, Bò Hanwoo Hàn Quốc và giống Bò Simmental Thụy Sĩ.:8
Năm 1960, tổng số cá thể giống đã được báo cáo là trên 525 000.:23 Vào năm 1978 nó được báo cáo là 72 000, và năm 2008 là 18 672. Bò nâu Nhật Bản chiếm khoảng 4,8% đàn bò quốc gia.:17 Tình trạng bảo tồn của bò nâu Nhật Bản được FAO liệt kê là "không có nguy cơ" trong năm 2007.:71
Một số lượng nhỏ bò giống này đã được xuất khẩu sang Hoa Kỳ vào năm 1994.